# Jacques Tourneur
Jacques Tourneur (às vezes anglicizado para Jack Tourneur), nascido Jacques Thomas  (Paris,  12 de novembro de 1904 - Bergerac, 19 de dezembro de 1977) foi um  realizador franco-americano . Fez a maior parte de sua carreira em Hollywood e obteve a nacionalidade americana em 1919. É conhecido pelo clássico noir Out of the Past e pelas séries de filmes de terror de baixo orçamento  que fez para a RKO, incluindo Cat People, I Walked with a Zombie  e The Leopard Man. Ficou também conhecido por dirigir Night of the Demon, lançado pela Columbia Pictures. Enquanto viveu em Hollywood, era geralmente referido como  "Jack Turner".
Era filho de Maurice Tourneur, ilustrador e realizador, e de Fernande Petit. Aos dez anos, acompanhou seu pai em viagem aos Estados Unidos. Ambos retornaram à França em 1925.
Tourneur morreu em 1977 em Bergerac, Dordogne, França

## Filmografia
Diretor de Cinema
Filmes Curto
- 1936 – The Joker Diamond
- 1936 – Harnessed Rhythm
- 1936 – Master Will Shakespeare
- 1936 – Killer Dog
- 1937 – The Grand Bounce
- 1937 – The Boss Didn't Say Good Morning
- 1937 – The King Without a Crown
- 1937 – The Rainbow Pass
- 1937 – Romance of Radium
- 1937 – The Man in the Barn
- 1937 – What Do You Think?
- 1938 – What Do You Think? (Número Três)
- 1938 – The Ship That Died
- 1938 – The Face Behind the Mask
- 1938 – What Do You Think?: Tupapaoo
- 1938 – Strange Glory
- 1938 – Think It Over
- 1939 – Yankee Doodle Goes to Town
- 1942 – The Incredible Stranger
- 1942 – The Magic Alphabet
- 1944 – Reward Unlimited

Filmes de longa metragem
- 1931 – Tout ça ne vault pas l'amour fr (França)